# Johny Erlandsson
Johny Erlandsson (11 settembre 1955) è un ex calciatore svedese, di ruolo attaccante.

## Carriera

### Club
Erlandsson ha militato per tutta la sua carriera agonistica nel Kalmar FF, società con cui si è aggiudicato due Svenska Cupen, nel 1981 e nel 1987.

### Nazionale
Erlandsson ha vestito in quattro occasioni la maglia della nazionale svedese di calcio.

## Palmarès

### Club

#### Competizioni nazionali
- Coppa di Svezia: 2

Kalmar: 1981, 1987